# Stanwellia minor
Stanwellia minor là một loài nhện trong họ Nemesiidae.
Stanwellia minor được Kulczyński miêu tả năm 1908.